# 芽莊大學
芽庄大学（越南语：／?）是位于越南南中部庆和省芽庄市的一所区域性公立综合性大学。

## 历史沿革
1959年8月1日，位在北越的河内农林学院（今越南农业学院）在海防市成立水产科，1966年脱离学院，建立水产大学，为海防市三所大学之一。
1975年，越南共和国覆亡，翌年，成立越南社会主义共和国，新成立的越南政府决定将水产大学全校迁往芽庄，由渔业部主管，并开设水产养殖、海产品开发、海产品加工、渔业设备等专业。2006年7月，越南政府副總理簽署172/2006/QĐ-TTg号政令，同意水产大学更名为芽庄大学，并由教育培训部主管。
2014年5月22日，越南政府总理阮晋勇签署政令，同意芽庄大学坚江分校成立本科层次的坚江大学。脱离芽庄大学建制。

## 学术研究
截至2023年，芽庄大学开设了62个本科专业，分布在学校的11个二级学院内；同时，学校也建立了學士、碩士、博士完整的學位授權體系。其中海洋科学类专业是该校具有优势的专业。